# ブライアン・ゴットフリート
ブライアン・ゴットフリート（Brian Gottfried, 1952年1月27日 - ）は、アメリカの元プロテニス選手。メリーランド州ボルチモアでユダヤ系の家庭に生まれる。同時にウェールズ系の血も引く。
1977年の全仏オープン男子シングルス準優勝者。ダブルスではメキシコのラウル・ラミレスとペアを組んで数多くのタイトルを獲得し、全仏オープンの男子ダブルスで1975年と1977年の2度、ウィンブルドンでも1976年の男子ダブルスを制覇した。自己最高ランキングはシングルス3位、ダブルス2位。ATPツアーでシングルス25勝、ダブルス54勝を挙げた。身長182cm、体重75kg、右利き。フルネームは Brian Edward Gottfried （ブライアン・エドワード・ゴットフリート）という。

## 来歴
ジュニア時代から傑出した成績を出していたゴットフリートは、1970年の全米オープンで4大大会にデビューした。彼のテニス経歴は1973年から開花し始め、この年にツアーでシングルス2勝、ダブルス3勝を記録した。1973年のダブルス3勝は、パートナーはディック・ストックトン（アメリカ）であったが、1974年5月から大半のトーナメントをラウル・ラミレスと組むようになった。1975年、ゴットフリートとラミレスはダブルスで年間「12勝」を記録する。この年から1977年まで、ゴットフリートとラミレスは全仏オープンの男子ダブルスに3年連続決勝進出を果たす。1975年の全仏男子ダブルス決勝で、2人はオーストラリアペアのフィル・デント＆ジョン・アレクサンダー組を 6-4, 2-6, 6-2, 6-4 で破り、4大大会初優勝を飾った。翌1976年の全仏ダブルス決勝ではアメリカペアのシャーウッド・スチュワート＆フレッド・マクネアー組に敗れ、2連覇を逃す。この後、ゴットフリートとラミレスはウィンブルドンの男子ダブルスで活躍し、オーストラリアペアのロス・ケース＆ジェフ・マスターズ組を 3-6, 6-3, 8-6, 2-6, 7-5 の熱戦の末に破って、4大大会ダブルス2勝目を達成した。
1977年の全仏オープンは、ブライアン・ゴットフリートのテニス経歴のハイライトであった。この大会で、彼は男子シングルス・男子ダブルスの2部門に決勝進出を果たす。シングルスでは、ゴットフリートは準々決勝でイリ・ナスターゼ、準決勝でフィル・デントを破ったが、初進出の決勝ではギリェルモ・ビラスに 0-6, 3-6, 0-6 で完敗した。男子ダブルスでは、ゴットフリートとラミレスはヤン・コデシュ（チェコスロバキア）＆ヴォイチェフ・フィバク（ポーランド）組を 7-6, 4-6, 6-3, 6-4 で破り、2年ぶり2度目の優勝を飾っている。全仏オープンで準優勝した年、ゴットフリートはシングルスで自己最高の年間5勝を記録した。
その後、2人は1979年ウィンブルドンと1980年全仏オープンで2度の4大大会男子ダブルス準優勝があった。この後、1980年ウィンブルドンでゴットフリートにシングルスのチャンスが訪れる。この大会で、ゴットフリートは4回戦でフィル・デント、準々決勝でヴォイチェフ・フィバクを破り、ダブルスの宿敵たちを撃破して勝ち進んだが、初めての準決勝で大会5連覇を目指したビョルン・ボルグに 2-6, 6-4, 2-6, 0-6 で敗れた。
ブライアン・ゴットフリートは1975年、1度「ジャパン・オープン」で来日したことがある。シングルスでは準々決勝で敗れたが、ラミレスとのダブルスで優勝し、決勝でスペインペアのマニュエル・オランテス＆フアン・ヒスベルト組を 7-6, 6-4 で破った。このタイトルは、2人が最盛期の1975年にダブルスで獲得した年間「12勝」のひとつである。
ゴットフリートはシングルスでは1983年、ダブルスでは1984年まで優勝記録があり、通算でシングルス25勝・ダブルス54勝を成し遂げた。1984年全米オープンの2回戦でジミー・コナーズに3-6, 3-6, 2-6 で敗れた試合が、ゴットフリートの最後のシングルス出場になる。彼の現役最後の試合は、1985年全仏オープン男子ダブルス1回戦であった。1999年に「国際ユダヤ人スポーツ殿堂」入りを果たしている。

## 4大大会成績
- 全仏オープン　男子ダブルス：2勝（1975年・1977年）　［男子シングルス準優勝1度：1977年／男子ダブルス準優勝2度：1976年・1980年］
- ウィンブルドン　男子ダブルス：1勝（1976年）　［同部門準優勝1度：1979年］